# Break
Ett break (inom snooker) är ett sätt att i vardagligt tal dela in varje frame. Ett break är den tid som varje spelare har vid bordet från det att han stöter på den första röda bollen och tills han missar, begår foul eller rensar bordet på samtliga bollar. Turen går då över till nästa spelare (utom i det sista fallet) som börjar ett nytt break.
Om en spelare når 100 poäng i ett break kallas det ett century och om han gör en perfekt serie (15 röda, 15 svarta och alla färgade) kallas det ett maximumbreak.